# Courants de pensée infirmière
Les courants de pensée infirmière représentent les différents concepts (tant philosophiques que scientifiques) issus des réflexions portées sur la pratique clinique infirmière. Ils sont contemporains des courants de pensée philosophiques humanistes qui ont pu apporter différents éclairages, notamment sur les concepts de santé, de personne, d’environnement et de soin.
Par une approche théorique et documentée, les théoriciens des soins infirmiers ont établi des modèles conceptuels qui ont permis de structurer les fondements du raisonnement infirmier. Ces modèles ont aussi contribué à définir le métier d'infirmier et à en asseoir la reconnaissance au travers de l'histoire de la profession.
Ces courants de pensée infirmière, et leurs modèles conceptuels correspondants, guident aujourd'hui majoritairement la pratique clinique infirmière.

## L'approche du «faire sur», «faire avec» et «être avec»
L'approche du « faire sur », « faire avec » et « être avec » a été décrite par Suzanne Kerouac.

## L'approche des «relations interpersonnelles»
Les relations interpersonnelles en soins infirmiers ont surtout été décrites par des infirmières théoriciennes interactionnistes, notamment par Hildegard Peplau, dans la lignée des travaux de Florence Nightingale. L'essence de cette théorie se fonde sur la création et l'analyse d'une expérience partagée entre l'infirmier et la personne soignée.
Le modèle montre qu'au travers de quatre étapes du développement de la relation infirmier-patient (orientation, identification, exploitation, résolution), l'infirmier va endosser en fonction de la situation un des six rôles qui lui sont dévolus (personne étrangère, personne ressource, rôle éducatif, leader en soins infirmiers, substitut [maternel], conseillère).
Selon Peplau, le résultat de cet échange donnera lieu pour le patient comme pour le praticien à un apprentissage expérimental, des stratégies d'adaptation améliorées et une croissance personnelle. Par exemple, lorsque l'infirmier porte de l'attention à son patient, il développe ainsi une image générale de la situation du patient ; l'infirmier valide ensuite ses impressions en les vérifiant auprès du patient avec exactitude, notamment  à l'aide d'une anamnèse.

## L'approche des «besoins primaires»
Les besoins primaires ont été décrits par Virginia Henderson alors infirmière et Abraham Maslow psychologue humaniste. Lorsque Virginia Henderson décrit quatorze besoins fondamentaux propres à l'Homme, Maslow les classe en cinq niveaux à satisfaire pour atteindre ce qu'il nommera « l'accomplissement personnel ». Les besoins fondamentaux tiennent compte des besoins primaires, secondaires et tertiaires.
Le modèle conceptuel décrit les réactions des personnes face à la perturbation des besoins fondamentaux et la motivation à s'améliorer en fonction des changements induits.
En étudiant les réactions des praticiens face aux personnes dans ces situations, Virginia Henderson a mis en exergue leur rôle d'aidant, complétant le rôle de substitut proposé par Hildegard Peplau.

## L'approche des «modes fonctionnels»
Le modèle des "besoins fondamentaux" a été largement amendé dans la perspective tracée par Marjory Gordon, celle des Mode fonctionnel de santé. Dans sa description des modes de santé; ce que nécessite la personne soigné, ce n'est simplement des besoins fondamentaux, mais le résultat de la complexité à vivre. Cela, alors même que les systèmes qui lui permettent normalement d'être sont en difficulté. Il s'agit là d'une conception fondée sur la clinique infirmière et non plus sur les réactions des infirmières. C'est cette conception qui est au fondement du modèle de McGill  et finalement des évolutions théoriques ultérieures. 

## L'approche du «caring»
L'approche du « prendre soin » ou du « caring » a été développée par Jean Watson en 1978